# WISE 2340-0745
WISE 2340-0745 (= EQ J2340-0745) is een bruine dwerg met een spectraalklasse van T7. De ster bevindt zich 70,6 lichtjaar van de zon.